# Heinrich Häser
Heinrich Häser (Róma, 1811. október 15. – Boroszló, 1885. szeptember 13.) német orvostudományi író.

## Életútja
Orvosi tanulmányait Jénában végezte; 1834-ben tudorrá avatták. 1836-ban magántanár lett és ezen minőségében alorvosként működött a jánai poliklinikán. 1839-ben már rendes tanárként dolgozott Greifswaldban; majd 1862-ben Boroszlóba ment, ahol a titkos egészségügyi tanácsosi címmel tüntették ki.
1840-ben kiadta az Archiv für die gesammte Medicint, melyhez még egy Repetitorium für die gesammte Medecint írt; ezen vállalata azonban 1849-ben megszűnt. 1884-ben 50 éves doktori jubileumát ünnepelte. Még jénai tartózkodásának utolsó évében gyermekkórházat alapított.

## Művei
- Historisch-pathologische Untersuchungen. Als Beiträge zur Geschichte der Volkskrankheiten (2 kötet, Drezda és Lipcse, 1839–1841)
- Die menschliche Stimme (Berlin, 1839)
- Bibliotheca epidemiograph (Jéna, 1843 és 1862)
- Geschichte der Medicin und der Volkskrankheiten (Jéna, 3. kiadás 1875)
- Uebersicht der Geschichte der Chirurgie und des chirurgischen Standes (1864)
- Grundriss der Geschichte der Medicin (Jéna, 1884)